# Enid (Oklahoma)
Enid is een plaats (city) in de Amerikaanse staat Oklahoma, en valt bestuurlijk gezien onder Garfield County. Bij Enid ligt de Vance Air Force Base.

## Demografie
Bij de volkstelling in 2000 werd het aantal inwoners vastgesteld op 47.045.
In 2006 is het aantal inwoners door het United States Census Bureau geschat op 46.514, een daling van 531 (-1.1%).

## Geografie
Volgens het United States Census Bureau beslaat de plaats een oppervlakte van
191,8 km², waarvan 191,6 km² land en 0,2 km² water.

## Plaatsen in de nabije omgeving
De onderstaande figuur toont nabijgelegen plaatsen in een straal van 20 km rond Enid.

## Geboren
- Glenda Farrell (1904-1971), actrice
- Richard Erdman (1925-2019), acteur, regisseur
- Owen Garriott (1930-2019), astronaut